# Escudo de Sinaloa
El Escudo de armas del Estado Libre y Soberano Estado de Sinaloa es el escudo de armas del estado mexicano de Sinaloa.

## Significado
Fue creado por el pintor y estudioso de la heráldica yucateco Rolando Arjona Amabilis en 1958. Tiene una forma ovalada, que en realidad es una representación de la pitahaya, fruta de un cardón que crece en las zonas semidesérticas de México y que da su nombre al estado. Por ello, la bordura del escudo recuerda el color de esta fruta, y sobre esta se encuentran las regiones, sobre la bordura hay unos puntos estrellados que son el recuerdo de las espinas de la pitahaya. Las huellas de pisadas representan el peregrinaje de poblaciones tribales que pasaron por el territorio del estado. El número 1831 es el año que se erige como entidad federativa de México.
El escudo está dividido en cuatro cuarteles, que representan las cuatro poblaciones más emblemáticas de Sinaloa. El cuartel superior izquierdo representa a Culiacán, la capital del estado. Sobre un fondo de color café, en el extremo inferior izquierdo, se representa una montaña cuya punta se curva, según la iconografía mesoamericana. Este es el glifo nahua de Culiacán (literalmente significa en esa lengua Cerro que se curva). A la derecha de esta montaña, una mano azul sostiene una serpiente del mismo color adornada con siete estrellas. En conjunto, son una representación de Huitzilopochtli, el dios tutelar de los mexicas. La serpiente con siete estrellas es la Xiuhcóatl, o serpiente de fuego (el rayo), que es el arma de guerra del Colibrí Siniestro. Según la Tira de la Peregrinación, los mexicas vivieron cerca de un lugar que se llamaba Colhuacan (vocablo del que deriva Culiacán), y en algunas interpretaciones el Colhuacan del mito se identifica con la ciudad de Culiacán.
El cuartel superior derecho representa a la población de El Fuerte. Sobre un fondo de color rojo, se representa una torre y una muralla. Tras la punta de la torre, se observa una nube blanca. Tras las almenas de la muralla se asoma una barra amarilla sobre la que flota una media luna con las puntas hacia abajo. Bajo la torre, hay tres flechas rotas. El conjunto representa varias cosas. Por un lado, es un homenaje al fundador de la ciudad de El Fuerte, el marqués de Montesclaros. La barra amarilla y la media luna sobre fondo rojo formaban parte del escudo de armas de este personaje. Las flechas rotas representan la bravura de los indios de la región. La muralla recuerda a los defensores de la población antes de la pacificación de los indios.
El cuartel inferior izquierdo evoca una leyenda relacionada con la fundación de Rosario. Sobre un fondo de oro, hay una flama de color naranja. Al lado derecho del cuartel penden las cuentas de un rosario, rematado en una cruz de plata que es al mismo tiempo un ancla. El fondo de oro, el rosario y la flama representan la leyenda de la fundación de Rosario. Según esta narración, un arriero iba en el camino cuando perdió una de las mulas de su recua. Como cayó la noche no pudo buscarla y decidió pernoctar cerca del lugar donde la perdió. Prendió fuego pero se quedó dormido. Al día siguiente, cuando quiso hacer sus oraciones, cayó en cuenta de que había perdido el rosario que llevaba al cuello. Lo buscó, y cuando removió la yesca de la fogata, vio que su rosario se había fundido. Señaló el lugar donde quedó el tejo de metal fundido con un machetazo. A la postre, este fue el sitio donde se descubrió una veta de plata que permitió el establecimiento de Rosario.
En el mismo cuartel anterior, a la izquierda del rosario, se representa un grillete roto, del que cae una gota de sangre sobre una placa blanca bordeada de color verde. La flama y el grillete roto representan las primeras victorias de los insurgentes en la guerra de Independencia. La gota que cae del grillete roto es la sangre de los héroes que cae sobre el camino blanco de la libertad y el verde de la esperanza. Lo que representa este conjunto es el nacimiento de la nación mexicana.
El cuartel inferior derecho representa a Mazatlán que en náhuatl significa "Lugar de venados" y a razón de su significado aparece la cabeza de perfil de un venado inspirado por un dibujo indígena y dos ondas saliendo de su boca que simbolizan su bramido. Las dos isletas son las que se encuentran en este lugar y se conocen con el nombre de "dos hermanos". El ancla hace referencia al puerto y un homenaje a los marinos que lo descubrieron y le pusieron por nombre "San Juan Bautista de Mazatlán" en el siglo XVI.
El Águila que aparece es remembranza al escudo usado cuando Sinaloa y Sonora conformaron entre 1821 y 1831 el "Estado de Occidente".